# Tito Flavio Petrón
Tito Flavio Petrón (en latín, Titus Flavius Petro) fue un militar romano del siglo I a. C., abuelo paterno del emperador Vespasiano.
Nació en Reate. Combatió como centurión o veterano reenganchado (evocatus) a las órdenes de Pompeyo durante la guerra civil. Si lo hizo en calidad de evocatus quizá era veterano de las campañas orientales de Pompeyo. Tras abandonar el campo de batalla en Farsalia (Grecia), obtuvo el perdón de Julio César y se convirtió en banquero (argentarius). Contrajo matrimonio con una mujer de Etruria llamada Tértula y, fruto de este matrimonio, nació Tito Flavio Sabino.